# Districtul Mittlerer Erzgebirgs
Districtul Mittleres Erzgebirge este un district rural (în germană Landkreis) în landul Saxonia, Germania. 